# Desflurano
Il desflurano (C3H2F6O) è un anestetico utilizzato per indurre o mantenere l'anestesia durante un intervento chirurgico.
Insieme al sevoflurano soppiantò gli altri anestetici inalatori quali l'isoflurano, l'enflurano e l'alotano, anche se il suo alto costo ne ha precluso l'utilizzo nei paesi del Terzo Mondo.
È l'anestetico volatile con la maggior velocità d'azione grazie alla sua bassa solubità nel sangue.
Viene somministrato tramite un vaporizzatore che ne aumenta la temperatura e dallo stato di liquido lo trasforma in vapore.

## Stereochimica
Desflurano è un racemo, cioè una miscela 1: 1 dei due enantiomeri seguenti:
| Enantiomero di Desflurano | Enantiomero di Desflurano |
| ------------------------- | ------------------------- |
| (R)-Enantiomero           | (S)-Enantiomero           |